# Bundeskanzlerplatz
Der Bundeskanzlerplatz ist ein Verkehrsplatz im Bonner Ortsteil Gronau, an dem die Reuterstraße auf die Bundesstraße 9 mündet.

## Lage und Verkehrsbeziehungen
Der Platz liegt am westlichen Rand des Bundesviertels, des ehemaligen Parlament- und Regierungsviertels, gemäß Deutscher Grundkarte auf einer Höhe von 62,6 m ü. NHN. Den Abzweig zur Reuterstraße, einer von der Reuterbrücke an bis zur Bundesautobahn 565 führenden Hauptverkehrsstraße, unterquert die B 9 in Fahrtrichtung Bad Godesberg. Der Verkehrsfluss wird durch zahlreiche Ampelanlagen geregelt. Nördlich des Bundeskanzlerplatzes trägt die B 9 den Namen Adenauerallee, südlich des Platzes seit 1999 Willy-Brandt-Allee.

## Geschichte

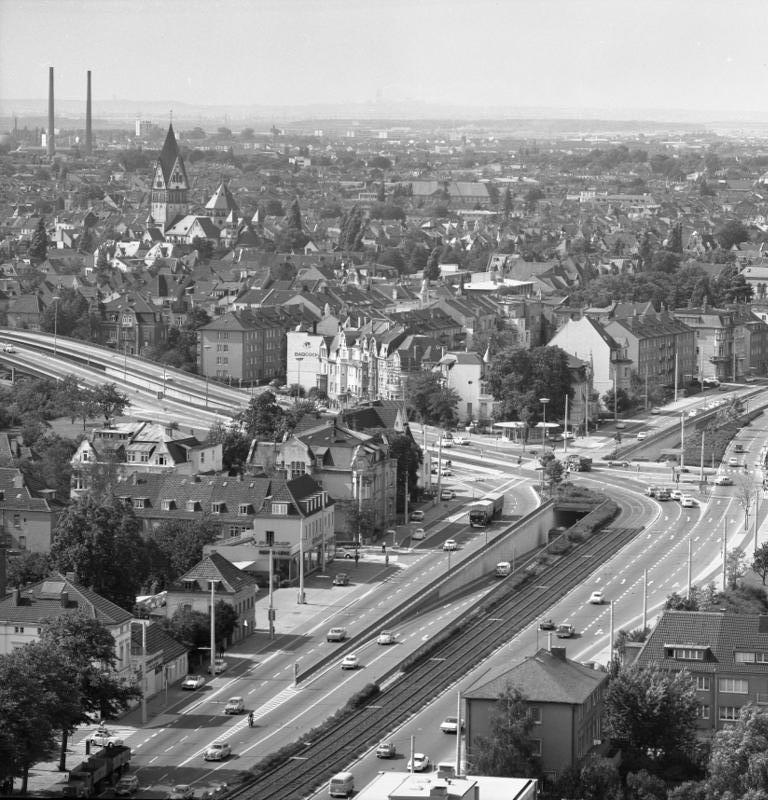
Blick über den Bundeskanzlerplatz (1967)

Am heutigen Bundeskanzlerplatz, der damaligen Kreuzung Reuterstraße/Koblenzer Straße, befand sich seit 1891 die südliche Endstation der ersten Strecke der Bonner Pferdebahn. Die Kreuzung bildete auch den kurzzeitigen Endpunkt der 1892 eröffneten eingleisigen und dampfbetriebenen Eisenbahnstrecke nach Bad Godesberg, die bereits 1893 durch die Kaiserstraße entlang der Reichsbahnstrecke nach Norden verlängert wurde. Sie war Vorläufer der Straßenbahn Bonn–Godesberg–Mehlem. Die Pferdebahn wurde 1896 vom heutigen Bundeskanzlerplatz bis zur neuerrichteten Gaststätte Rheinlust  geführt und dann über den Rheinweg nach Kessenich verlängert, jedoch bereits bis 1907 zu Gunsten des Straßenbahnbetriebs komplett eingestellt. 1937 gewann die Kreuzung mit der Eröffnung der nahegelegenen Reuterbrücke, der Brücke der Reuterstraße über die linksrheinische Eisenbahnstrecke, an Bedeutung. 
Nachdem Bonn 1949 Regierungssitz der Bundesrepublik Deutschland geworden war, befand sich die Kreuzung im Zentrum des neu entstandenen Parlaments- und Regierungsviertels. Die von ihr abzweigende Görresstraße in Verlängerung der Reuterstraße war die Zufahrt zum damaligen Bundeskanzleramt und zum Bundeshaus. Der Knotenpunkt wurde nun durch einen Verkehrspolizeiposten geregelt. Die Straßenbahn erhielt 1956 einen separaten Gleiskörper in der Mitte der B 9. Die Benennung des Platzes erfolgte auf Beschluss des Rats der Stadt Bonn am 7. Dezember 1967. Mitte der 1960er-Jahre wurde auf dem Platz anstelle des bisherigen offenen Podests eine größere Verkehrskanzel zur Durchführung von Ampelschaltungen im Bedarfsfall aufgestellt (nach 1975 zur Stellwerkskanzel für die Stadtbahn umgebaut und an die Godesberger Allee versetzt).
Sein heutiges Erscheinungsbild erhielt der Platz mit dem Ausbau der Reuterstraße zu einer vierspurigen Hauptverkehrsstraße von 1958/59 bis 1964  einschließlich der Errichtung der Unterführung der Bundesstraße 9 in Fahrtrichtung Bad Godesberg sowie dem Neubau der angrenzenden Großbauten (Bonn-Center und Bundeskanzleramt) Ende der 1960er- bis Mitte der 1970er-Jahre. Für den Bau des neuen Bundeskanzleramts (1973–76) wurden die Görresstraße und die Görreswiese eingezogen und überbaut (heute existiert nur noch ein Teilstück als Dahlmannstraße). Seit Eröffnung des neuen Stadtbahntunnels 1975 verkehren die Bahnen unterhalb des Bundeskanzlerplatzes. 2005 war ein städtebaulicher Wettbewerb für eine Neugestaltung des Bundeskanzlerplatzes einschließlich der Beseitigung der Rampen geplant. Mit Wirkung zum 1. Oktober 2020 wurde der bisherige Straßenabschnitt der Reuterstraße östlich der Reuterbrücke (alte Hausnummern 231–241) dem Bundeskanzlerplatz (neue Hausnummern 5–15) zugeordnet.

## Bauwerke und Sehenswürdigkeiten
Unmittelbar östlich des Platzes liegt das von 1973 bis 1976 erbaute ehemalige Bundeskanzleramtsgebäude (heute Sitz des Bundesministeriums für wirtschaftliche Zusammenarbeit und Entwicklung), an das sich nördlich das Palais Schaumburg anschließt. Am Westrand des Platzes befand sich mit dem 1968/69 entstandenen Bonn-Center das vierthöchste Gebäude Bonns, das im März 2017 gesprengt und bis 2022 durch ein Neubau-Ensemble ersetzt wurde. An der Nordwestecke des Bundeskanzlerplatzes stehen die Villa Adenauerallee 212/214 (Sitz des Internationalen Paralympischen Komitees) und der denkmalgeschützte SAS-Pavillon aus dem Jahre 1952, der heute ein Café beheimatet und als bauhistorisches Kuriosum gilt. Den südlichen Abschluss des Platzes bildet die Doppelvilla Willy-Brandt-Allee 4/6, die 1912/13 erbaut wurde und unter Denkmalschutz steht. Zwischen der Doppelvilla und dem Bonn-Center war bis 1992 der Standort der Kultkneipe Provinz.
Im Mai 1982 wurde auf dem Platz vor dem Bundeskanzleramt eine Kopfplastik von Konrad Adenauer des Bildhauers Hubertus von Pilgrim aufgestellt.

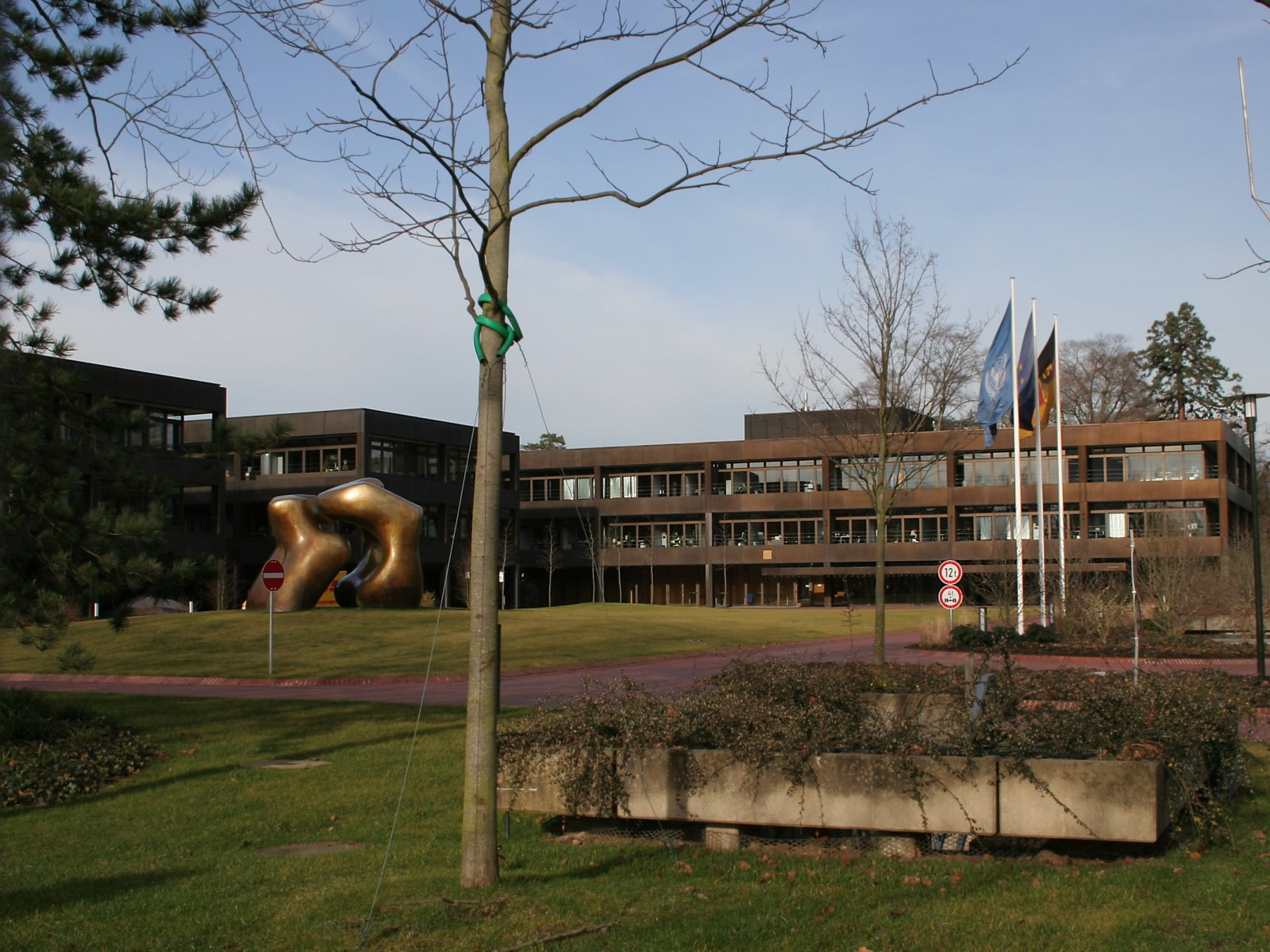
Ehemaliges Bundeskanzleramt
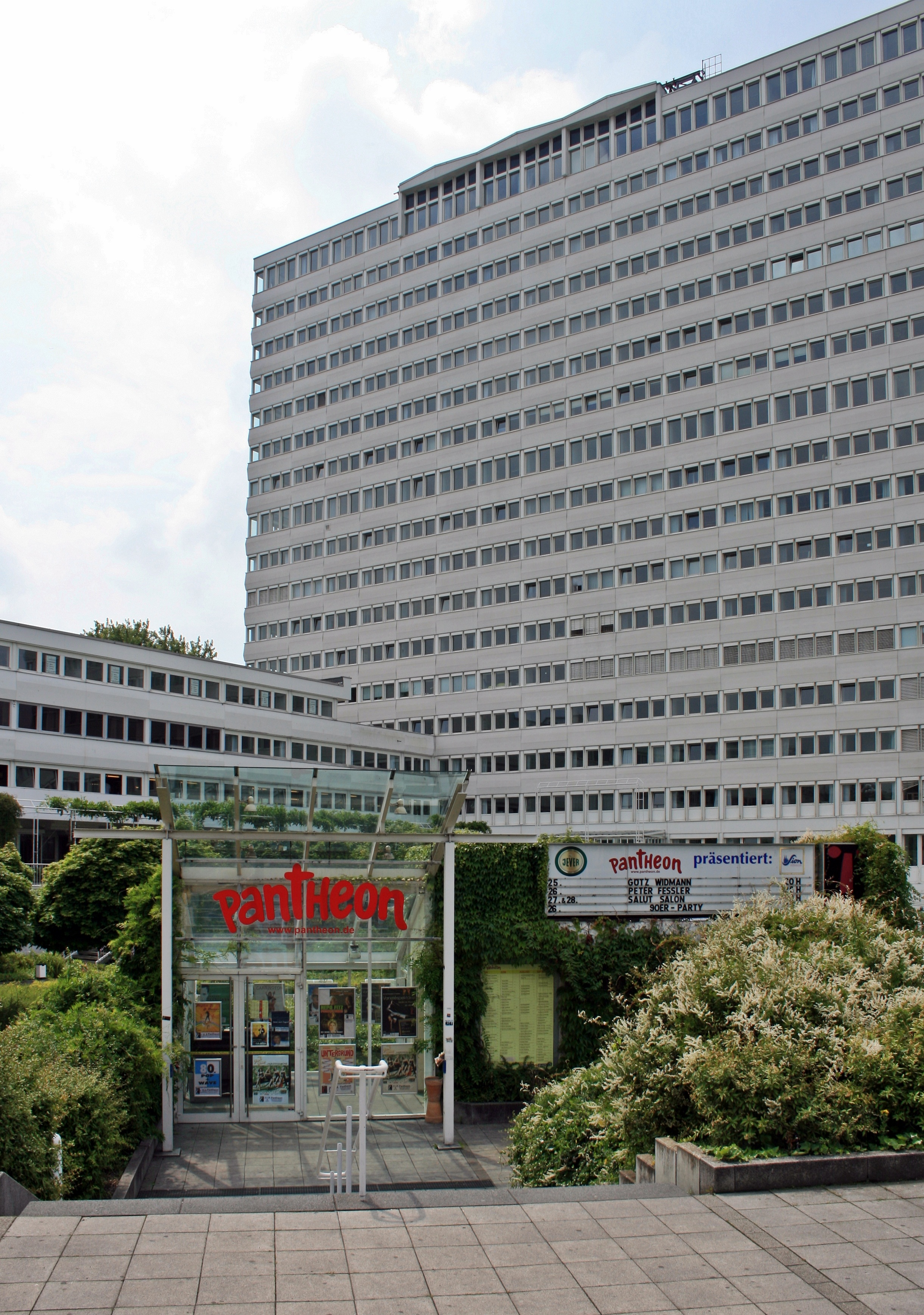
Ehemalige Bebauung: Bonn-Center mit Pantheon-Theater
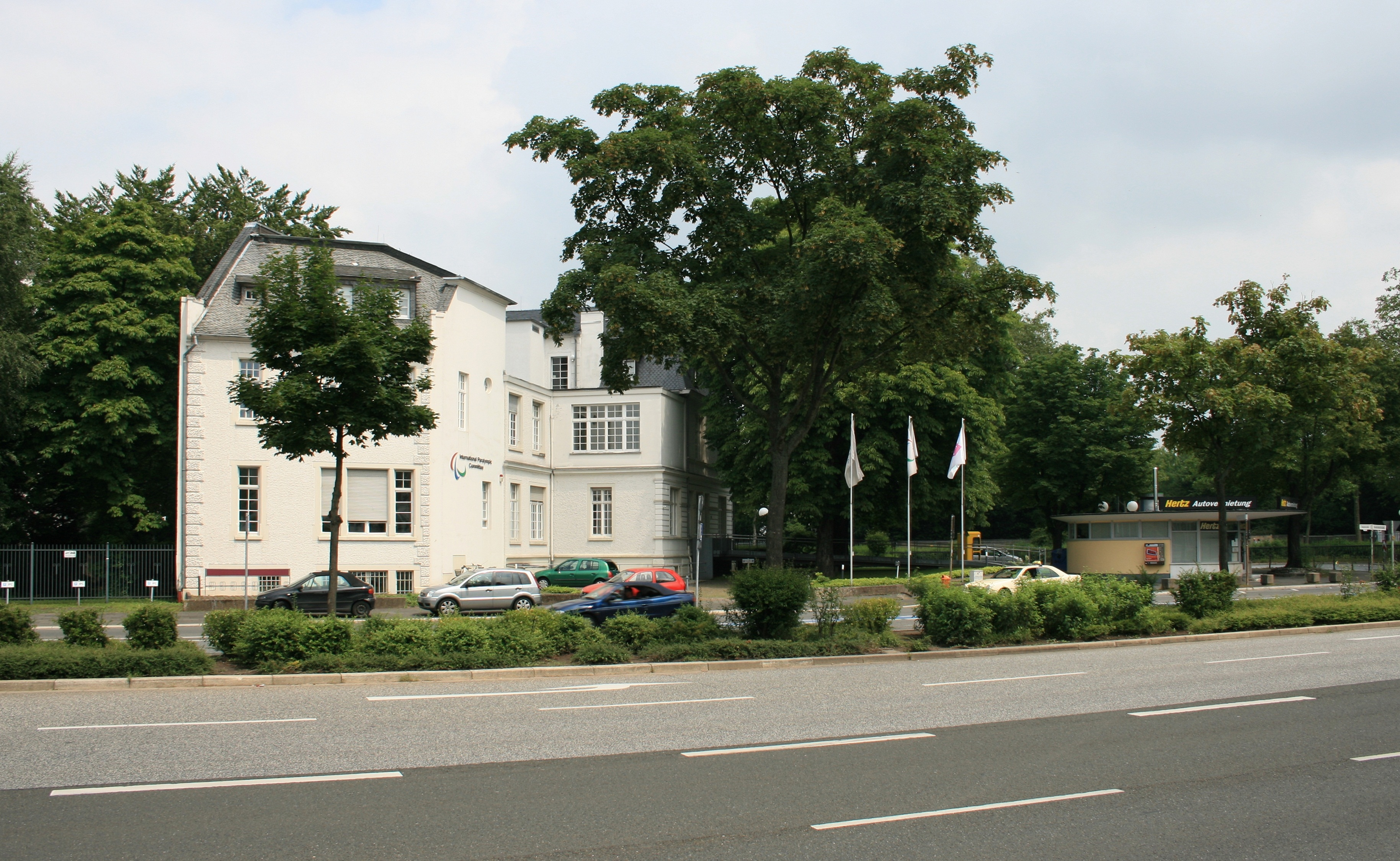
Sitz des IPC und SAS-Pavillon
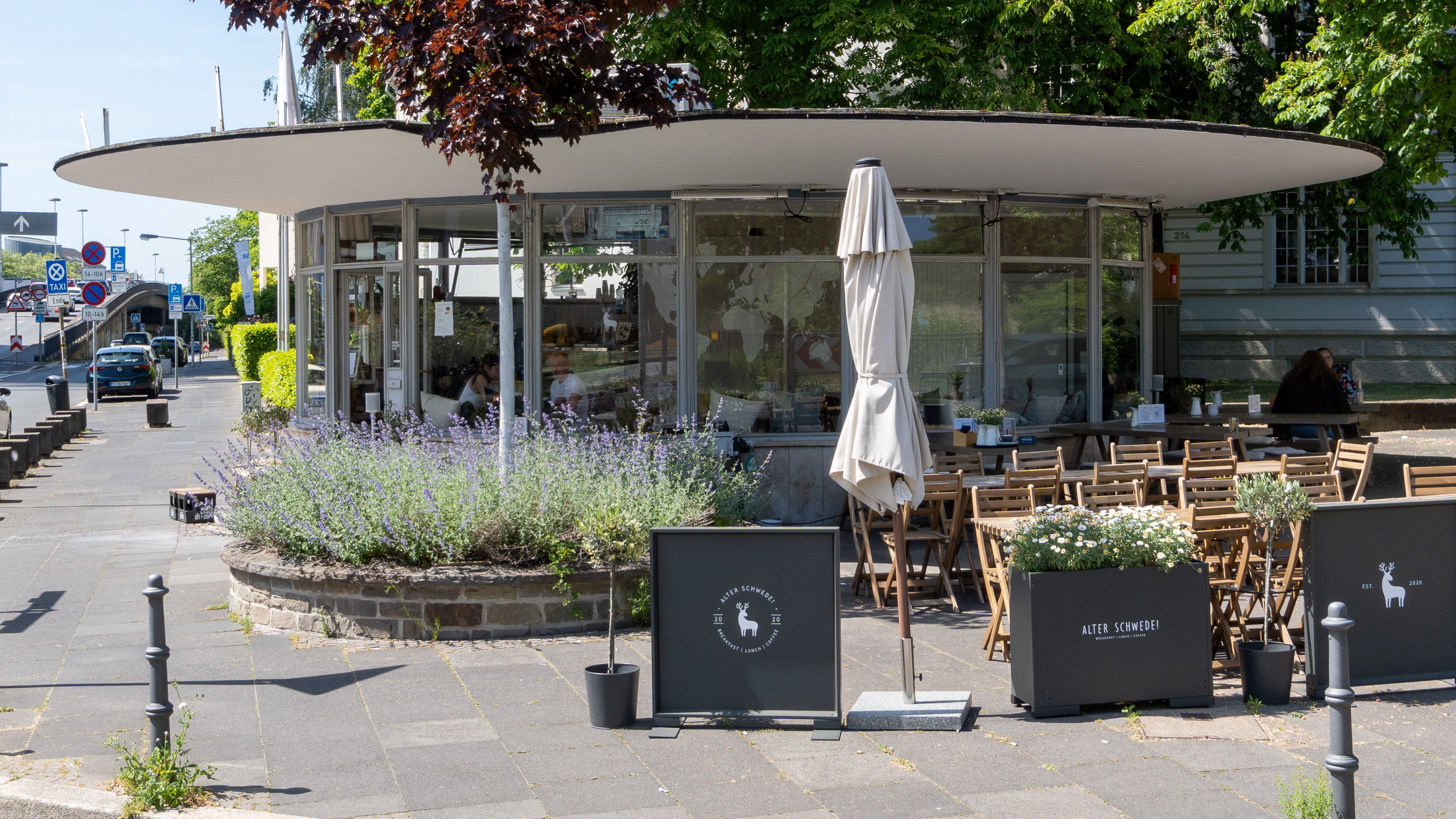
SAS-Pavillon
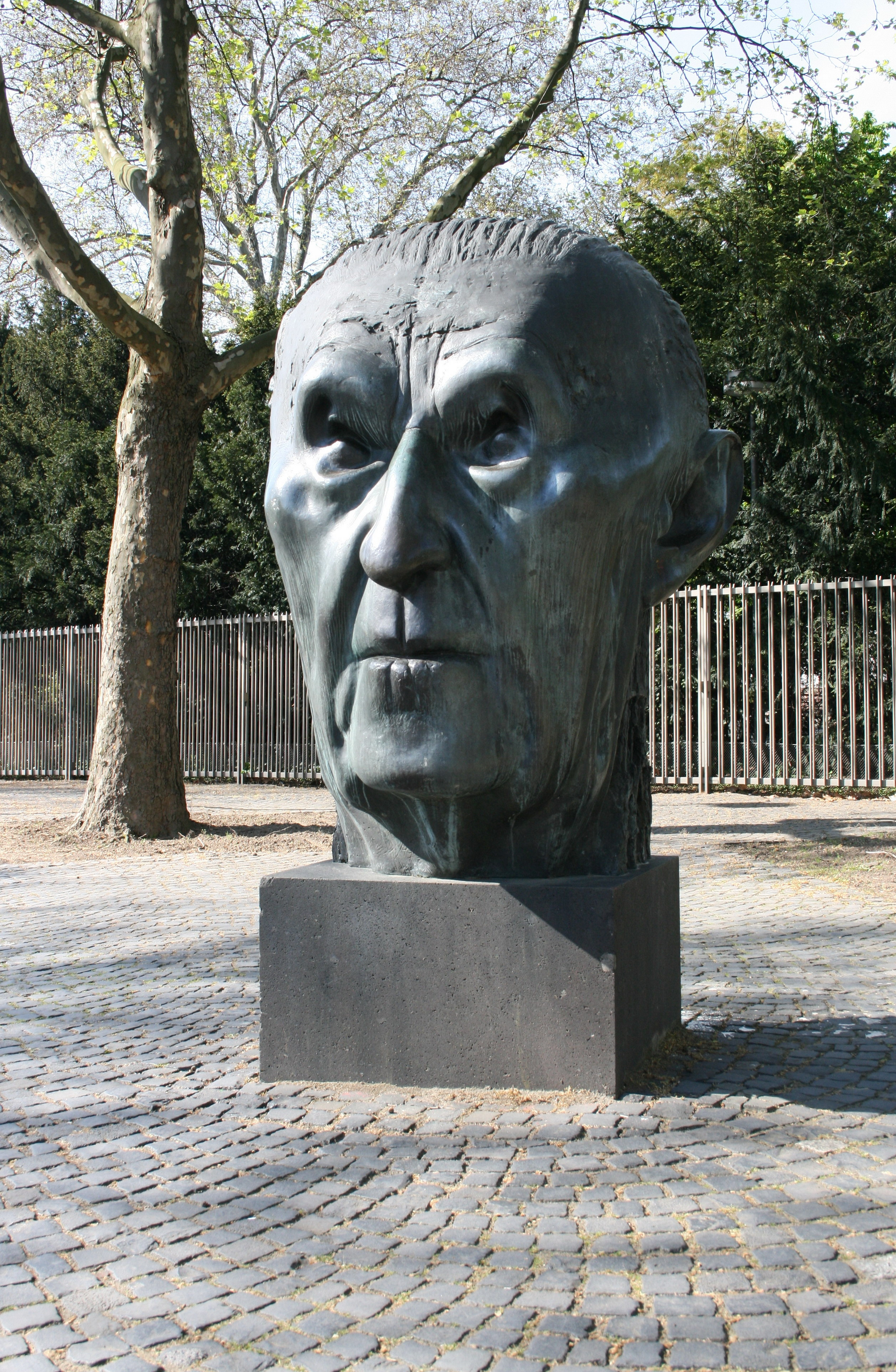
Adenauerplastik
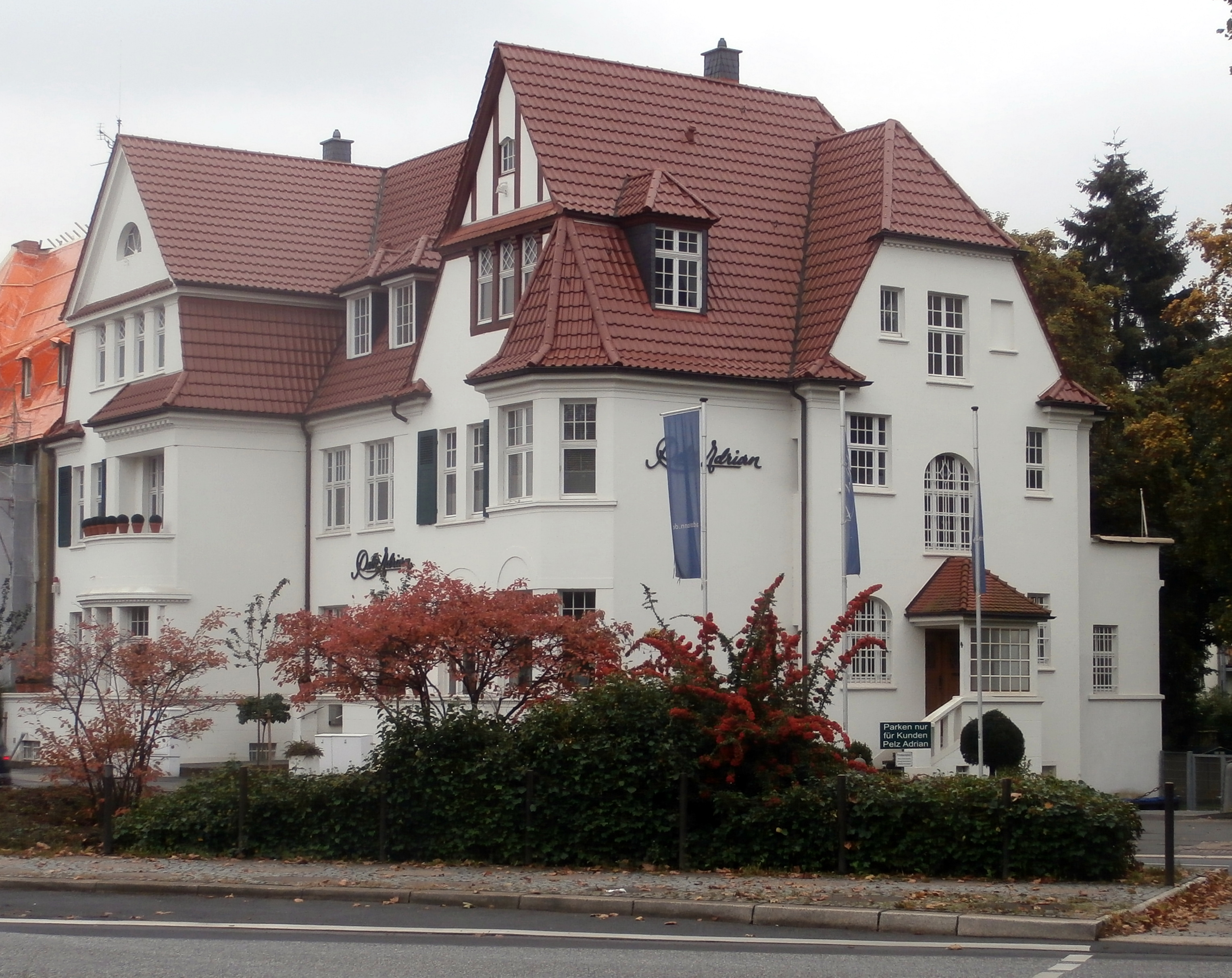
Doppelvilla Willy-Brandt-Allee 4/6
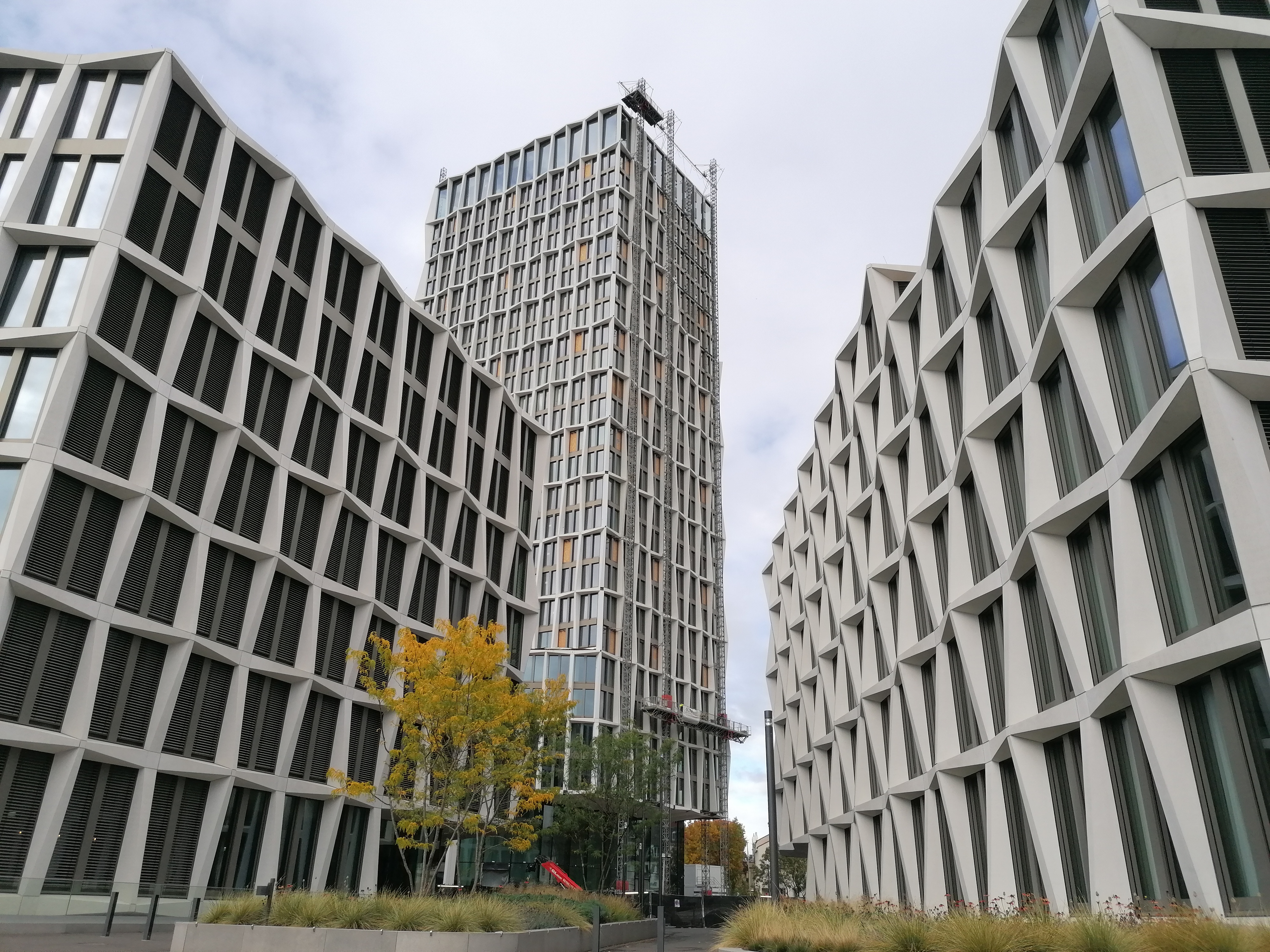
Neubau auf der Fläche des ehemaligen Bonn-Centers